# Piotr Szalsza

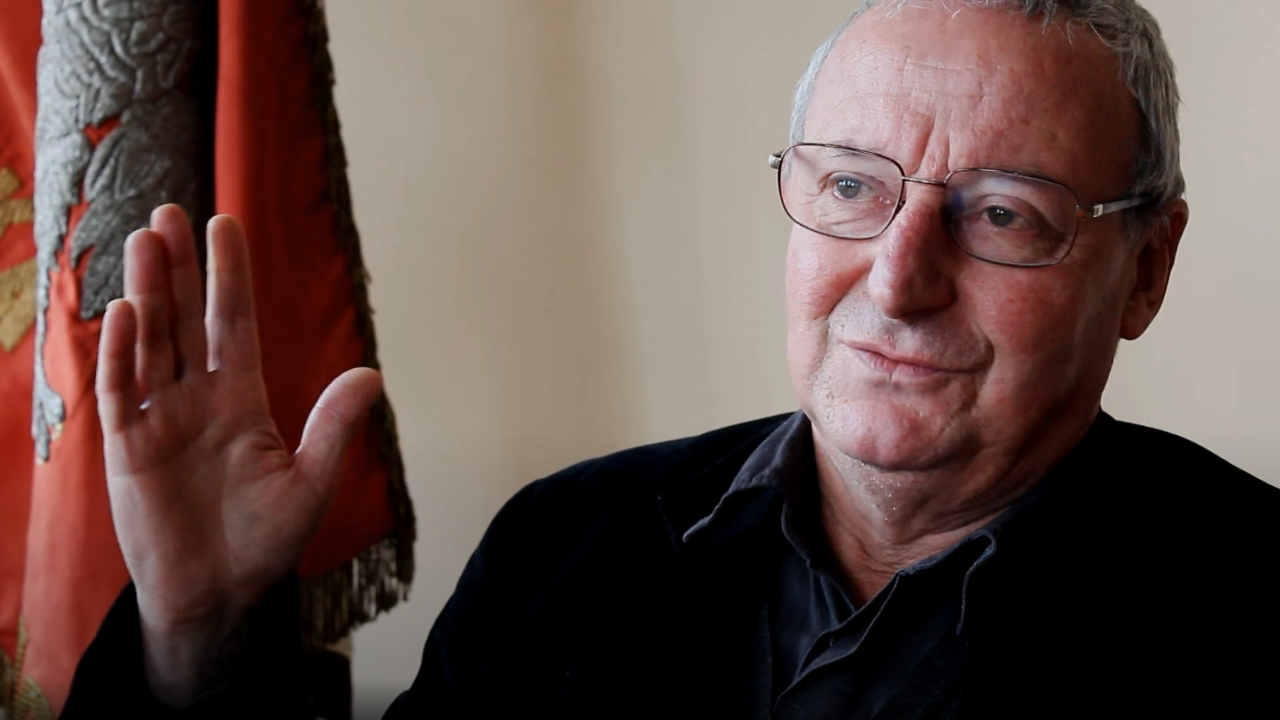
Piotr Szalsza, 2013

Piotr Szalsza (* 26. Mai 1944 in Bytom) ist ein polnischer Musiker, Autor, Regisseur und Produzent.

## Leben
Piotr Szalsza erlangte 1967 seinen Hochschulabschluss an der Musikakademie Kattowitz in der Instrumentalklasse Bratsche. 1965–1966 war er Bratschist im Symphonieorchester beim polnischen Rundfunk und Fernsehen in Krakau. In den Jahren 1966 bis 1982 leitete er die Redaktion Musik, Kultur und Unterhaltung in den Landesstudios des polnischen Fernsehens in Kattowitz und Danzig, er produzierte regelmäßig Beiträge in diesem Bereich und arbeitete dabei als Manager, Regisseur, Bildregisseur, Journalist und Drehbuchautor eng mit den Hauptredaktionen für Musik und Unterhaltung in Warschau zusammen.
Seit 1983 lebt Szalsza – nach politischer Verfolgung im kommunistischen Polen – in Wien, wo er als Autor und Regisseur für den ORF, 3sat, NHK, ZDF, ARTE, RTR, TVP und für verschiedene private Filmproduktionsfirmen (u. a. Satel, Televisfilm, PreTv) tätig ist.
Ebenso war er Veranstalter von musikwissenschaftlichen Symposien und anderen Veranstaltungen.

## Wirken
Piotr Szalsza schreibt seit 1963 Musik-Publikationen und übersetzt Theaterstücke (bislang über 20 Titel). Er ist Autor und Herausgeber mehrerer Bücher sowie Autor von über 200 TV-Drehbüchern. Als Regisseur verantwortete er mehr als 40 Dokumentar- und Musikfilme und zahlreiche Bildregien im musikalischen Bereich (Sinfonische Konzerte, Kammermusik, Opern-Konzerte, Jazzkonzerte, Orgelkonzerte, Musikimpressionen, Folklore). Seit 1980 inszeniert er an verschiedenen Theater- und Opernhäusern, darunter an Theaterbühnen in Polen, Österreich, Israel und Russland.

## Veröffentlichungen
- Karol Szymanowski in Prag. 1983
- Bronislaw Huberman. 2001
- Musikwissenschaftliche Zusammenarbeit mit der Akademie der Wissenschaften in Wien: Österreichisches Musiklexikon. 2002–2006
- Hrsg.: Max Kalbeck – ein Wiener aus Breslau. (Wissenschaftliches Symposion), Neisse-Verlag, Dresden 2006, ISBN 978-3-934038-68-4.
- Bronisław Huberman. Leben und Leidenschaften eines vergessenen Genies. Aus dem Polnischen von Joanna Ziemska und Team. Hollitzer, Wien 2020, ISBN 978-3-99012-618-9.

## Film- und Fernsehinszenierungen (Auswahl)
- 1972: Magnificat von Krzysztof Penderecki, Dokumentation, TVP
- 1978: Chopin in Böhmen, Dokumentation, TVP, CTV
- 1980–1981 Szymanowski in Prag, Dokumentation, TVP, CTV
- 1984: Chopin in Wien, Dokumentation, ORF
- 1985–1999: Konzerte für Aug' und Ohr, 10 Folgen, ORF
- 1985–1999: Kleiner Orgelschatz, ca. 20 Folgen, ORF
- 1986–2003: Regie von ca. 100 – Jazz-Übertragungen, darunter Lionel Hampton, Oscar Peterson, Stéphane Grappelli, Dizzy Gillespie, J. Pass, N. Kennedy, W. Marsalis, Fr. Gulda, M. Petrucciani, J. Garbarek, J. Zawinul, Buena Vista Sociedad. ORF
- 1988–1990: Geschichte des Hammerklaviers in 3 Teilen, Dokumentation, ORF
- 1992: Friedemann Puntigam oder die Kunst des Vergessens, Drama von Gerald Szyszkowitz, TVP, ORF
- 1992: Witold Lutosławski – Traum vom Klassiker, Dokumentation, ORF, TVP
- 1993: Alltag im Warschauer Ghetto 1939-1942, Dokumentation, ORF
- 1994: Nabucco in Bregenz, eine Impression, Bildregie, ORF
- 1995: Chopins Herz, Dokumentation, NHK, SATEL, BRIZE FILM
- 1996: Johann Strauß in Petersburg, mit Sir Peter Ustinov und den St. Petersburger Philharmonikern, Gestaltung und Bildregie, ORF, ARTE, RTR
- 1998: Heldenplatz, Drama von Thomas Bernhard (Fernsehspiel), TVP
- 1998: Canto General, Oratorium von Mikis Theodorakis und Pablo Neruda. Welturaufführung, Bildregie, ORF
- 1999: Progression von Peter Wolf. Welturaufführung bei der  Klangwolke Linz, mit Klaus Maria Brandauer, Bildregie, ORF
- 2000: Sinfonie Nr. 9 von Ludwig van Beethoven, Bildregie, ORF
- 2001–2002: Die polnischen Habsburger, 2 Teile, Dokumentation, 3sat
- 2002: Joe Zawinul zum 70. Geburtstag, Bildregie, 3sat
- 2005: 50 Jahre Staatsvertrag – Konzert, Bildregie, ORF
- 2006–2007: Karl Kraus: Die letzten Tage der Menschheit, Fernsehgestaltung, ORF
- 2007: Wie gut tut eine gemeinsame Mahlzeit – Sie bringt die Entfernten näher, Dokumentation
- 2009: VENTZKI. Kinder der Täter – Kinder der Opfer, Dokumentation, EU
- 2010: Bronisław Huberman – oder Vereinigung Europas und die Violine, TVP
- 2011: Allegro Vivo Festival 2011 – Doku, ORF
- 2012: Mordechaj Gebirtig, Musik-Doku, WKKG,EU,TVP
- 2013: Titanic auf der Felsenbühne, Making of – Doku, ORF
- 2015: Die Helden von Stein, Doku, WKKG, ORF
- 2018: Julius Madritsch, Doku, WKKG
- 2020: Große Galizierinnen, Doku, TAKT

## Theater- und Musikproduktionen (Auswahl)
- 1980: Wizzard Oz, Musical von Ernest Bryll, Kielce
- 1981: City Sugar, Drama von Stephen Poliakoff, Danzig
- 1984: Ein Liederspiel, Musik: Meinhard Rüdenauer, Wiener Kammeroper
- 1985: Der Barbier von Sevilla, Musik: Giovanni Paisiello, Wiener Kammeroper
- 1986: Die beiden Kronen, Musik: Gerald Fromme, Spectaculum Wien
- 1994: Fedora, Musik: Umberto Giordano, Nationaloper Warschau
- 1996: Der Bauer als Millionär von Ferdinand Raimund, Kattowitz
- 1997: Die Liebe zu den 3 Orangen, Musik: Sergej Prokofjew, 1. Assistent von Sir Peter Ustinov, Bolshoi Theater, Moskau
- 2000: Lieblingssänger des Führers, Drama von Gerald Szyszkowitz, Wien
- 2005: The Parry Sisters, Musical von Michaela Ronzoni, Krakau
- 2002: Die Räuberin (Libretto), Musik: Karol Szymanowski, Wien
- 2004: The Parry Sisters, Musical von Michaela Ronzoni, Tel Aviv
- 2004–2010: Antigone in New York, Drama von Janusz Głowacki, Krakau: Teatr Ludowy, Wien: dietheater Künstlerhaus, Salzburg: Kleines Theater
- 2004–2005: Musik im Warteraum des Todes – Ghetto Theresienstadt, Warschau, Krakau
- 2005: Demetrius, Drama von Friedrich Schiller, Krakau, Kattowitz
- 2008: Alpenglühen, Drama von Peter Turrini, Omsk
- 2008: Die Möwe, Drama von Anton Tschechow, Festspiele Reichenau
- 2009: Dietrich und Leander von Beatrice Ferolli, Kattowitz
- 2009: Badenheim 1939 von Aharon Appelfeld und Piotr Szalsza, Kattowitz
- 2010: Brundibar, Kinderoper von Hans Krása, Wrocław (Breslau)
- 2014: The Parry Sisters – Musical (Autor: Michaela Ronzoni) – Toruń
- 2014: Einfach kompliziert – Drama (Autor: Thomas Bernhard) Kattowitz-Wien
- 2016: Reigen – Drama (Autor: Arthur Schnitzler) Omsk
- 2021: Sieben Sekunden Ewigkeit (Autor: Peter Turrini) Warschau

## Symposien und andere Veranstaltungen
- Frédéric Chopin – Wien 1999
- Max Kalbeck – Breslau 2001
- Karol Szymanowski: Polnisches Jahr in Österreich – Wien 2002
- Theodor-Leschetizky-Projekt – Przemyśl, Kattowitz, Krakau 2005–2006
- Projekt „Das jüdische Wien“, Festival des Dialogs der 4 Kulturen – Lodz 2007
- Ausstellung: „Chopin in Wien“ – Wien, Wrocław, Bydgoszcz, Warszawa, Katowice, Tel Aviv, London; 2010–2014
- Ausstellung: „Karol Szymanowski: Leben und Werk“ – London 2015
- Ausstellung: „Die Helden von Stein“ – Wien 2015, Krakau 2016

## Preise und Auszeichnungen
- 1968 Preis des Polnischen Rundfunk und Fernsehen im Bereich der Musik
- 1990: Verdienstmedaille für polnische Kultur
- 1993: Ritter des Verdienstordens der Republik Polen
- 2010: Chopin Pass – Chopin-Jahr 2010
- 2010: Goldene Eule – Wiedeń
- 2011: Kameraton Musikfilm Festival – Film Bronislaw Huberman – Edukations-Preis
- 2014: Kulturmedaille der Stadt Bytom (Beuthen)
- 2014: Österreichisches Ehrenkreuz für Wissenschaft und Kunst I. Klasse